# Bayesian
O Bayesian era um iate à vela de propriedade de  Angela Bacares, esposa do bilionário inglês e empresário de tecnologia Mike Lynch, que afundou na Sicília em 19 de agosto de 2024 durante uma tempestade. Lynch, sua filha e outras cinco pessoas morreram no acidente.

## Construção
O iate à vela premiado foi construído pelo estaleiro Perini Navi em Viareggio como o último de dez navios da sua série de 56 m. Seu interior foi projetado pelo escritório de design Rémi Tessier e o design exterior foi projetado por Perini Navi. O Bayesian tinha casco e superestrutura de alumínio e convés de teca . Quando construído, o iate à vela tinha o segundo mastro mais alto do mundo e o maior mastro de alumínio com 75 m de altura.   A área de vela do navio, aparelhado como saveiro, era de quase 3 000 metros quadrados, composta por genoa, bujarrona, estai e vela principal, servida por sistemas automáticos de enrolamento, desenvolvidos por Fabio Perini. O iate tinha 9,83 metros de quilha de levantamento de profundidade.
O iate com o nome original Salute  foi entregue ao seu primeiro proprietário em abril de 2008 e foi reformado recentemente em 2020. O nome final do navio foi baseado nas estatísticas bayesianas, nas quais o sucesso comercial de Mike Lynch se baseou em grande parte.

## Naufrágio
Nos dias anteriores ao seu naufrágio, o iate navegou de Roterdão sobre as águas costeiras da Normandia e de Portugal até ao Mediterrâneo, que depois atravessou para as Ilhas Eólias . Após paradas em Lipari, Stromboli e Milazzo, ancorou a 700 metros de Porticello na noite de 18 para 19 de agosto.  A bordo, além da tripulação do navio, estavam Mike Lynch e sua esposa Angela Bacares, bem como outros passageiros, que, segundo declarações posteriores dos sobreviventes, eram principalmente funcionários e parceiros de negócios de Lynch.
No ancoradouro ao largo de Porticello, nas primeiras horas da manhã de 19 de agosto de 2024 - por volta das 5h CEST ( UTC+2 ) - foi atingido por uma tromba d'água ou por rajadas de ventos, fazendo-o afundar em poucos minutos. Imediatamente antes de afundar, a tripulação disparou um foguete de sinalização. Mais tarde, um pescador local encontrou o farol de socorro do navio flutuando na água.
O capitão alemão de um navio próximo percebeu o naufrágio, veio ajudar e levou os sobreviventes a bordo.  Das 22 pessoas a bordo do Bayesian, 15 foram resgatadas pela Guarda Costeira e por barcos de patrulha do corpo de bombeiros, incluindo a esposa de Mike Lynch e uma criança de um ano. Em 20 de agosto de 2024, uma pessoa foi recuperada morta;  era o cozinheiro do navio, de Antigua e Barbuda.
A agência de investigação de acidentes marítimos do Reino Unido, MAIB, enviou quatro investigadores a Palermo para realizar uma avaliação inicial.
Giovanni Costantino, fundador e principal proprietário do The Italian Sea Group (TISG), que assumiu o estaleiro Perini Navi em 2021, rejeitou a suspeita de que equipamentos de segurança inadequados no navio pudessem ter sido um fator no naufrágio e, em vez disso, fez sérias acusações contra o tripulação do navio, especialmente o capitão Cutfield.  Segundo Costantino, a tempestade era previsível.  Portanto, portas e escotilhas deveriam estar trancadas. Além disso, o navio não deveria estar fundeado; A tripulação e os passageiros não deveriam estar nas cabines, e a tripulação também deveria estar em guarda de âncora .  

## Links da web
- boatinternational.com: Informações sobre o iate à vela Bayesian